# Göran Lind (jurist)
Göran Lind, född 1944, är en svensk adjungerad professor i civilrätt vid Stockholms universitet från 2018 och var adjungerad professor i rättsvetenskap vid Örebro universitet 2013-2017. Han har gett ut flera verk som berör familjerätten, såsom lagkommentarer till sambolagen och ärvdabalken.
Han är chef för Jura Law Institute (JURA) som vidareutbildar domare, åklagare, advokater och andra praktiskt verksamma jurister.